# Koerse koloniën

Vlag die uitgestoken werd op de beide Koerse koloniën (ratio 1:2)

Het hertogdom Koerland en Semgallen was een klein hertogdom ten westen van de rivier de Westelijke Dvina (Duits: Düna) in het huidige Letland. Het land, dat een vazalstaat was van het veel grotere Pools-Litouwse Gemenebest bouwde onder de heerschappij van Jacob Kettler zijn koopvaardijvloot uit en wist voor korte tijd twee koloniën in bezit te nemen:
- Caraïben:
  - Nieuw-Koerland: Het noordwestelijke deel van het eiland Tobago (het zuidwesten was Nederlands onder de naam Nieuw Walcheren) in de periode 1652-1659
- West-Afrika:
  - Koerlandse Gambia: Het eiland Sint-Andreas in de monding van de rivier de Gambia en twee forten aan de oevers van dezelfde rivier in de periode 1651-1659

Toen bij het uitbreken van de Noordse Oorlog Zweden Koerland binnenviel en hertog Jacob Kettler gevangengenomen werd, verloor Koerland zijn koloniën aan de Republiek der Zeven Verenigde Nederlanden. Aan het eind van de oorlog probeerde Koerland het eiland Tobago weer terug te krijgen, dit mislukte echter.